# 원효암 서편 삼층석탑
원효암 서편 삼층석탑(元曉庵 西便 三層石塔)은 대한민국 부산광역시 금정구, 범어사에 있는 신라의 삼층석탑이다. 1972년 6월 26일 부산광역시의 유형문화재 제12호로 지정되었다.

## 개요
원효암에서 서북쪽으로 30m 떨어진 공터에 있던 것을, 이 곳으로 옮겨 세웠다. 
원래의 탑은 2층 기단(基壇) 위에 3층 탑신(塔身)을 세우고 머리장식을 얹었을 터이나, 지금은 아래층 기단과 머리장식의 일부가 없는 상태이다. 탑신의 각 몸돌에는 모서리마다 기둥을 새겼는데, 2층과 3층의 몸돌은 후대에 만들어 끼운 것이다. 각 층 지붕돌에는 밑면에 3단씩의 받침을 두었다. 
전체적으로 통일신라시대의 일반적인 석탑양식을 따르고 있는데, 세워진 시기는 통일신라 후기∼고려 전기 즈음일 것으로 짐작된다.

## 현지 안내문
이 탑은 신라 말 고려 초의 3층 석탑이다.
지금의 원효암 서북쪽으로 30m 떨어진 공터에 있었던 것을 원효암 경내인 지금의 위치로 옮긴 것이다. 원래는 탑의 형식상 이중 기단 위에 세워졌던 것인데, 지대석(地臺石)과 하층 기단을 구성하는 하대중석(下臺中石)과 상륜부(上輪部)가 없어졌다.
하대갑석(下臺甲石) 위에 상층기단과 3층의 탑신부(塔身部)만 남아 있다. 하대갑석은 2판의 판석(板石)으로 되어 있으며, 윗면의 상대중석(上帶中石)은 크기가 다른 두 개의 돌로 구성되어 있는데, 소형 석재는 다른 석탑의 부재를 개조하여 사용한 것으로 보인다. 각 층 옥개석(屋蓋石)에는 3단의 층급 받침이 있고 옥신석(屋身石)에는 귀기둥이 조각되어 있다.
이 탑은, 옥개석의 전각(轉角)이 파손된 것으로 보아 무너진 것을 재건한 것 같다. 2층과 3층의 옥신석은 뒤에 만들어 끼운 것으로 조립시 위치가 약간 어긋나 있지만, 전체적으로 아담한 석탑이다. 조각수법으로 보아 건립연대는 동편 3층 석탑과 같이 10세기경에 된 것으로 추정되지만, 규모와 양식이 다르기 때문에 서로 무관하게 제작된 것 같다. 지방으로 석탑이 전파되면서 규모가 작아지고, 지방적인 특징이 가미된 석탑이다.

## 같이 보기
- 원효암 동편 삼층석탑

## 참고 자료
- 부산 범어사 원효암 서편 삼층석탑 - 국가유산청 국가유산포털